# Tătărăștii de Sus
Tătărăștii de Sus est une commune du județ de Teleorman en Roumanie.